# Volvo 780
Volvo 780 var en coupéudgave af 700-serien fra den svenske bilfabrikant Volvo Cars.

## Modelhistorie
Bilen blev introduceret i marts 1985 på Geneve Motor Show som indirekte efterfølger for den i foråret 1982 udgåede Volvo 262C, og bygget hos Bertone i Torino, Italien frem til september 1990. Efter Volvos opgivelser er der blevet fremstillet 8.518 eksemplarer af 780.
780 var en coupéaflægger af den øvre mellemklassebil Volvo 760 og var først og fremmest tilegnet USA. Officielle markeder i Europa var Schweiz, Østrig, Spanien og Italien.
Standardmotoren var V6 PRV-motoren på 2,9 liter med 125 kW (170 hk, med katalysator 108 kW (147 hk)), mens den sjældent solgte firecylindrede turbomotor fandtes i versioner med 2,0 og 2,3 liters slagvolume, som i deres grundstruktur var identiske men fandtes med forskellige ladetryk og dermed forskellige effekttrin. Disse motorer kunne i stedet for den på V6-modellen standardmonterede firetrins automatgearkasse også kombineres med en firetrins manuel gearkasse med overgear. 2,0-liters 16V-motoren med betegnelsen B204GT havde 149 kW (203 hk), men solgtes kun i Italien uden katalysator og aktivt kulfilter. Turboversionernes motorgangkultur kunne dog ikke sammenlignes med konkurrenternes. En i produktionstiden ekstremt sjælden motorvariant var den sekscylindrede 2,4-liters turbodieselmotor (D24TIC) med en i forhold til 760 let øget effekt på 95 kW (129 hk). Dieselmotoren var fremstillet af Volkswagen og oprindeligt beregnet til brug i varebilen Volkswagen LT. Denne version blev hovedsageligt solgt i Spanien og Italien, ligesom de i Italien af afgiftsmæssige grunde dér foretrukne 2,0-liters benzinmotorer.
Teknisk set var 780 baseret på 760, mens det udvendige design samt interiøret med træpaneler derimod var designet af Bertone. Iøjnefaldende var bilradioen med elektronisk 7-bånds grafisk equalizer og 120 Watt forstærker. Da den faceliftede Volvo 760 med flerleddet bagaksel kom på markedet i 1988, blev denne konstruktion også overført til 780. I det sidste modelår, 1990, fik 780 ligeledes differentialespærre.

## Volvo 780 som brugt bil
Udvalget af Volvo 780'ere på brugtmarkedet er ikke særlig stort, eftersom omtrent halvdelen af den samlede produktion tilgik USA (mest versionerne med 2,3-liters firecylindrede og 2,9-liters sekscylindrede motorer). Reservedele kan stadig købes hos Volvo - også de reservedele til karrosseriet og interiøret, der blev fremstillet hos Bertone. Bertone-delene sælges dog til høje priser. Bortset fra drivlinjen har modellen næsten ingen reservedele til fælles med 760; i kabinen med undtagelse af et par kontakter overhovedet ikke.
I forhold til forgængeren er 780 mindre ramt af rust. Hvor 262C i sin fulde udstrækning blev fremstillet hos Bertone og på grund af den ringe hulrumskonservering var meget rustfølsom, blev 780 sendt i dele fra Sverige til Italien og bygget færdig dér. På trods af dette er 780 mere rustfølsom end de søstermodeller der udelukkende blev bygget i Sverige. Særligt ramt er området ved den bageste kromblænde og på de bageste ruderammer.

## Billeder
- Bagfra
- Fra siden
- Forsæder

## Tekniske specifikationer[2][3]
| Version       | Cylindre | Slagvolume cm³ | Maks. effekt kW (hk) / omdr. | Maks. drejningsmoment Nm / omdr. | Motortype | 0-100 km/t sek. | Topfart km/t |
| ------------- | -------- | -------------- | ---------------------------- | -------------------------------- | --------- | --------------- | ------------ |
| Benzinmotorer |          |                |                              |                                  |           |                 |              |
| V6            | 6        | 2849           | 125 (170) / 5400             | 240 / 4500                       | B280E     | 10,2            | 188          |
| V6 kat.       | 6        | 2849           | 108 (147) / 5100             | 235 / 3750                       | B280F     | 11,2            | 181          |
| Turbo         | 4        | 2316           | 131 (178) / 5400             |                                  |           |                 |              |
| Turbo 16V     | 4        | 1986           | 149 (203) / 5300             |                                  | B204FT    | 8,7             | 213          |
| Dieselmotorer |          |                |                              |                                  |           |                 |              |
| Turbodiesel   | 6        | 2383           | 95 (129) / 4650              | 250 / 2400                       | D24TIC    | 10,5            | 187          |